# Венерсборг
Венерсборг (швед. Vänersborg) — город в Швеции.

## География
Город Венерсборг находится в западной части Швеции в исторической провинции Вестергётланд.
Расположен на южном берегу крупнейшего в Швеции озера Венерн у истока реки Гёта-Эльв и в 85 км к северо-востоку от Гётеборга.
До 1998 года город являлся административным центром лена Эльвсборг, однако после объединения последнего с соседними Гётеборг-Бохус и Скараборг в лен Вестра-Гёталанд является лишь центром коммуны Венерсборг.

## История
Нынешний Венерсборг находится на месте более раннего поселения, которое в 1644 году вместе с присвоением городского статуса получило нынешнее название. Город был важным торговым центром и пограничным пунктом с гарнизоном, защищавшим транспортные пути по реке Гёта-Эльв и озеру Венерн. Во время войн на территории Скандинавии в XVII столетии Венерсборг неоднократно брали штурмом и разрушали. В 1690 он становится административным центром лена Эльвсборг, в 1998 вошедшего в состав нового лена Вестра-Гёталанд.
В 1800 году в Венерсборге проживали около 1500 человек. После введения в строй Тролльхетте-канала и Гёта-канала город быстро развивается. В 1834 году сильный пожар почти полностью уничтожил городской центр, поэтому нынешние строения его центра относятся преимущественно ко второй половине XIX века. В XX веке Венерсборг становится крупным центром в сфере услуг, в то время как соседний Тролльхеттан превращается в индустриальный центр.

## Спорт
Город дважды принимал Чемпионат мира по хоккею с мячом: 33-й в 2013 году и 39-й — в 2019.